# Nordex N90/2500
Il Nordex N90/2500, costruito dalla società europea Nordex, è un modello di aerogeneratore ad asse orizzontale, ad elica tri-pala a sopravvento (upwind) che utilizza sistemi di controllo dell'angolo d'attacco delle pale (pitch control) e il generatore DFIG (versione a 50 Hz o a 60 Hz).

## Storia
Nell'anno 2000 la Nordex installò la prima turbina della serie da 2500 MW. Sono state installate più di 1000 di queste macchine (nelle versioni con pale da 40, 45 e 50 m).

## Caratteristiche
La scatola del moltiplicatore ha tre stadi, due planetari e uno ad asse parallelo (scatola differenziale).
Per la refrigerazione si utilizza un circuito ad olio, con radiatore nella parte posteriore della gondola, capace di smaltire 2,2 kW di calore.
Il generatore asincrono è del tipo "double-fed" con convertitore a cascata, refrigerato a liquido.

## Dettagli tecnici
| Parametro                | Valore                                                      |
| ------------------------ | ----------------------------------------------------------- |
| Potenza massima          | 2500 kW                                                     |
| Concetto                 | Velocità variabile, generatore DFIG con "pitch control"     |
| Diametro del rotore      | 90m                                                         |
| Controllo della velocità | Pitch control indipendente per ogni pala                    |
| Generatore               | Refrigerato a liquido, doppia pompa e doppio radiatore (kW) |
| Scatola del cambio       | Due planetari e un assiale                                  |
| Cut In                   | 3 m/s                                                       |
| Rated                    | 14–25 m/s                                                   |
| Cut Out                  | 25 m/s                                                      |

## Vita operativa
Nel dépliant illustrativo si parla di una vita utile stimata non inferiore ai 20 anni.

## Differenze con le versioni installate in USA e Canada
Per ragioni di licenza operativa, il modello a 60 Hz venduto nei mercati di USA e Canada utilizzano un sistema convertitore lievemente diverso, permettendo il flusso di potenza soltanto a una via  attraverso il convertitore del rotore, piuttosto che il flusso di potenza a due vie usato nella versione standard. Questa restrizione non si applica ai modelli a 60 Hz venduti in altre regioni (ad.es. in Giappone).

## Costruttore
Attualmente, le gondole vengono prodotte dalla fabbrica tedesca "Nordex". Le torri di sostegno e le pale degli aerogeneratori provengono da diversi fornitori, spesso locali.